# Alejandro Hohberg
Alejandro Hohberg González (ur. 20 sierpnia 1991 w Limie) – peruwiański piłkarz urugwajskiego pochodzenia występujący na pozycji pomocnik w peruwiańskim klubie César Vallejo. Wychowanek Peñarolu, w swojej karierze grał także w takich zespołach jak Rentistas, Torque, Melgar oraz USMP. Znalazł się w kadrze reprezentacji Peru na Copa América 2016.